# AudioExpert
AudioExpert ist eine proprietäre Musikverwaltungs- und Audioplayer-Software für Microsoft Windows, deren Hauptfunktion das Aufräumen, Zusammenführen und Strukturieren von Musiksammlungen ist. Die Software ist in einer kostenlosen und einer kostenpflichtigen Variante erhältlich.

## Geschichte
Die Entwicklung von AudioExpert wurde 2007 gestartet, um das Zusammenführen von verteilten Musiksammlungen zu ermöglichen. Die Software sollte über Jahre gewachsene Musiksammlungen aus konvertierten CDs, online gekauften Titeln oder Mitschnitten aus dem Radio in eine gemeinsame, strukturierte Sammlung überführen, auch wenn Titel in verschiedenen Unterverzeichnissen und auf mehreren externen USB-Festplatten verteilt waren. Dubletten sollte das Programm aussortieren.
Ende 2008 erschien die erste Version der Software unter dem Namen Audio XP. Mit Version 1.5 wurde sie in AudioExpert umbenannt. Der Funktionsumfang wurde bis zur aktuellen Version 11 stetig erweitert.

## Funktionen
AudioExpert kann die gängigen Formate MP3, MP4, OGG, OPUS, WMA, FLAC, APE, MPC, AIFF, WAV und CDA einlesen, abspielen und schreiben. Folgende Hauptfunktionen unterstützen bei der Bearbeitung von Musiksammlungen:
- AutoTagging und MusicBrainz: Die integrierte Musikerkennung von AcoustID.org identifiziert unvertaggte Musikdateien und kann sie mit den fehlenden Tags versehen. Zusätzlich können Titel, Alben oder Interpreten mit MusicBrainz abgeglichen werden.
- Erkennung von hochskalierten Musikdateien, deren Dateieigenschaften eine höhere Bitrate ausweisen als tatsächlich vorhanden[3]
- iTunes: AudioExpert enthält eine Anbindung an iTunes, um die iTunes-Mediathek zu importieren, nicht existierende Dateien zu entfernen und Änderungen auch wieder zurück zu exportieren. Die iTunes-Wiedergabelisten können auf diesem Weg gesichert und auch zurückgesichert werden. AudioExpert kann auch Wiedergabelisten aus einer vorgegebenen Dateistruktur auf der Festplatte in iTunes erzeugen.
- Audio-CDs: Das Einlesen von Audio-CDs ist möglich. Die Musikstücke können z. B. per LAME in das MP3-Format konvertiert werden, wobei gleichzeitig über freedb oder MusicBrainz Textinformationen ermittelt werden können.
- Brennen von CDs, DVDs oder Blu-Rays: AudioExpert kann die Medien im Audio- oder Daten-Format beschreiben.
- Transkodierung von Musikdateien beim Exportieren auf USB-Geräte, MTP-fähige Handys oder Daten-CDs
- Vorschaumodus: Alle Änderungen, die in AudioExpert vorgenommen werden, beziehen sich zunächst nur auf die Anzeige bzw. die Datenbank. Die Musikdateien werden erst dann geändert, wenn explizit ein so genannter Übernahmelauf gestartet wird.
- Wiedergabelisten: AudioExpert unterstützt das Erstellen und Bearbeiten von Wiedergabelisten. Wenn Titel umbenannt werden oder das frei definierbare Namensschema für die Audio-Dateien geändert wird, kann AudioExpert beim Übernahmelauf alle Wiedergabelisten anpassen, die diesen Titel enthalten.
- Schlagworte: Das Schlagwort-Konzept von AudioExpert erlaubt eine zusätzliche Segmentierung der Musiksammlung.
- Normalisieren der Wiedergabelautstärke von Musikdateien im MP3 oder OGG Format per ReplayGain oder MP3Gain
- Cover-Suche bei Amazon, Last.fm oder Google
- Ergänzen von fehlenden Liedtexten, Erscheinungsjahren oder Genres
- Suche und Massenänderung per regulären Ausdrücken
- Konvertieren von Zeichensatztabellen oder fehlerhaft UTF-8-codierten Texten
- Anpassung der Groß- und Kleinschreibung oder das Entfernen von Sonderzeichen
- Finden von Dubletten über die gepflegten ID-Tags, den musikalischen Fingerabdruck oder die MD5-Prüfsumme des Audio-Teils. Vorselektion der qualitativ hochwertigsten Dublette anhand von unterschiedlichen, vom Benutzer anpassbaren Kriterien

## Varianten
AudioExpert gibt es in zwei Varianten:
- Die Freeware-Version, die maximal 5.000 Titel importieren kann und bei der die Musikerkennung und die iTunes-Anbindung nur eingeschränkt nutzbar sind.
- Die kostenpflichtige Vollversion ohne Beschränkungen.